# Deputati della XXII legislatura del Regno d'Italia
Elenco dei deputati della XXII legislatura del Regno d'Italia.
| Nome                                        | Collegio                    | Appartenenza |
| ------------------------------------------- | --------------------------- | ------------ |
| Abbruzzese, Antonio                         | Modugno                     | Ministeriale |
| Abignente, Giovanni                         | Mercato San Severino        | Ministeriale |
| Abozzi, Michele                             | Sassari                     | Ministeriale |
| Agnetti, Alberto                            | Borgotaro                   | Ministeriale |
| Agnini, Gregorio                            | Mirandola                   | Socialista   |
| Aguglia, Francesco                          | Termini Imerese             | Ministeriale |
| Albasini Scrosati, Ermanno                  | Milano I                    | Opposizione  |
| Albertini, Giacomo                          | Torino III                  | Ministeriale |
| Alessio, Giovanni                           | Cittanova                   | Ministeriale |
| Alessio, Giulio                             | Padova                      | Radicale     |
| Aliberti, Gennaro                           | Napoli X                    | Ministeriale |
| Angiolini, Antonio                          | Prato                       | Radicale     |
| Antolisei, Lamberto                         | Macerata                    | Socialista   |
| Aprile, Pietro                              | Regalbuto                   | Ministeriale |
| Arigò, Giuseppe                             | Messina I                   | Ministeriale |
| Arlotta, Enrico                             | Napoli III                  | Opposizione  |
| Arnaboldi Gazzaniga, Bernardo               | Cantù                       | Ministeriale |
| Aroldi, Cesare                              | Bozzolo                     | Socialista   |
| Artom, Ernesto                              | Castelnuovo di Garfagnana   | Ministeriale |
| Astengo, Giuseppe                           | Savona                      | Ministeriale |
| Aubry, Augusto                              | Castellammare di Stabia     | Ministeriale |
| Avellone, Salvatore                         | Corleone                    | Ministeriale |
| Baccelli, Alfredo                           | Tivoli                      | Ministeriale |
| Baccelli, Guido                             | Roma III                    | Ministeriale |
| Badaloni, Nicola                            | Badia Polesine              | Socialista   |
| Ballarini, Carlo                            | Budrio                      |              |
| Baragiola, Pietro                           | Erba                        | Opposizione  |
| Barnabei, Felice                            | Atri                        | Ministeriale |
| Barracco, Alberto                           | Spezzano Grande             | Opposizione  |
| Barzilai, Salvatore                         | Roma V                      | Repubblicano |
| Basetti, Gian Lorenzo                       | Castelnovo ne' Monti        | Radicale     |
| Bastogi, Gioacchino                         | Montepulciano               | Opposizione  |
| Battaglieri, Augusto                        | Casale Monferrato           | Ministeriale |
| Battelli, Angelo                            | Urbino                      | Repubblicano |
| Bentini, Genuzio                            | Castelmaggiore              | Socialista   |
| Berenini, Agostino                          | Borgo San Donnino           | Socialista   |
| Bergamasco, Eugenio                         | Mortara                     | Opposizione  |
| Berio, Giuseppe                             | Oneglia                     | Ministeriale |
| Bernini, Cesare                             | Novara                      | Ministeriale |
| Bertarelli, Pietro                          | Tortona                     | Ministeriale |
| Bertesi, Alfredo                            | Carpi                       | Socialista   |
| Bertetti, Michele                           | Ciriè                       | Ministeriale |
| Bertolini, Pietro                           | Montebelluna                | Opposizione  |
| Bettòlo, Giovanni                           | Recco                       | Ministeriale |
| Biancheri, Giuseppe                         | San Remo                    | Opposizione  |
| Bianchi, Emilio                             | Lari                        | Ministeriale |
| Bianchi, Leonardo                           | Montesarchio                | Ministeriale |
| Bianchini, Vincenzo                         | Treviso                     | Opposizione  |
| Bissolati Bergamaschi, Leonida              | Pescarolo                   | Socialista   |
| Bizzozero, Carlo                            | Varese                      | Ministeriale |
| Bonacossa, Giuseppe                         | Vigevano                    | Ministeriale |
| Bonanno, Pietro                             | Palermo IV                  | Ministeriale |
| Bonardi, Massimo                            | Brescia                     | Ministeriale |
| Borciani, Alberto                           | Montecchio                  | Socialista   |
| Borghese, Scipione                          | Albano Laziale              | Radicale     |
| Borsarelli di Rifreddo, Luigi               | Villadeati                  | Ministeriale |
| Boselli, Paolo                              | Avigliana                   | Opposizione  |
| Bottacchi, Giuseppe                         | Biandrate                   | Opposizione  |
| Botteri, Giovanni Battista                  | Sampierdarena               | Ministeriale |
| Bovi, Giovanni                              | Palmi                       | Ministeriale |
| Bracci Testasecca, Giuseppe                 | Orvieto                     | Opposizione  |
| Brandolin, Girolamo                         | Conegliano                  | Opposizione  |
| Brizzolesi, Enrico                          | Capriata d'Orba             | Ministeriale |
| Brunialti, Attilio                          | Thiene                      | Ministeriale |
| Buccelli, Vittorio                          | Nizza Monferrato            | Ministeriale |
| Cabrini, Angiolo                            | Milano VI                   | Socialista   |
| Cacciapuoti, Francesco Paolo                | Napoli VI                   | Ministeriale |
| Calissano, Teobaldo                         | Alba                        | Ministeriale |
| Callaini, Luigi                             | Colle di Val d'Elsa         | Opposizione  |
| Calleri, Giacomo                            | Ceva                        | Ministeriale |
| Calvi, Gaetano                              | Sannazzaro de' Burgondi     | Ministeriale |
| Camagna, Biagio                             | Reggio di Calabria          | Ministeriale |
| Camera, Giovanni                            | Sala Consilina              | Ministeriale |
| Camerini, Paolo                             | Este                        | Radicale     |
| Cameroni, Agostino                          | Treviglio                   | Cattolico    |
| Campi, Emilio                               | Cuggiono                    | Ministeriale |
| Campi, Numa                                 | Rocca San Casciano          | Repubblicano |
| Campus Serra, Antonio                       | Cagliari                    | Ministeriale |
| Canetta, Carlo                              | Milano II                   | Opposizione  |
| Canevari, Alfredo                           | Viterbo                     | Ministeriale |
| Cantarano, Guglielmo                        | Gaeta                       | Opposizione  |
| Cao Pinna, Antonio                          | Serramanna                  | Ministeriale |
| Capaldo, Luigi                              | Lacedonia                   | Ministeriale |
| Capece Minutolo di Bugnano, Alfredo         | Napoli II                   | Ministeriale |
| Cappelli, Raffaele                          | San Demetrio ne' Vestini    | Ministeriale |
| Caputi, Ercole                              | Ariano di Puglia            |              |
| Carazzolo, Onofrio                          | Montagnana                  | Socialista   |
| Carboni Boj, Enrico                         | Oristano                    | Ministeriale |
| Carcano, Paolo                              | Como                        | Ministeriale |
| Cardani, Pietro                             | Parma                       | Ministeriale |
| Carmine, Pietro                             | Vimercate                   | Opposizione  |
| Carnazza, Gabriello                         | Catania I                   | Ministeriale |
| Carugati, Egildo                            | Zogno                       | Ministeriale |
| Casciani, Paolo                             | Pistoia I                   | Ministeriale |
| Cascino, Calogero                           | Piazza Armerina             | Radicale     |
| Cassuto, Dario                              | Livorno                     | Ministeriale |
| Castellino, Pietro                          | Foggia                      | Ministeriale |
| Castiglioni, Baldassarre                    | Breno                       | Ministeriale |
| Castoldi, Alberto                           | Iglesias                    | Ministeriale |
| Cavagnari, Carlo                            | Rapallo                     | Ministeriale |
| Celesia di Vegliasco, Giovanni              | Albenga                     | Ministeriale |
| Celli, Angelo                               | Cagli                       | Repubblicano |
| Centurini, Alessandro                       | Terni                       | Ministeriale |
| Ceriana Mayneri, Ludovico                   | Valenza                     | Ministeriale |
| Cerulli Irelli, Giuseppe                    | Giulianova                  | Ministeriale |
| Cesaroni, Ferdinando                        | Cortona                     | Ministeriale |
| Chiappero, Alfredo                          | Barge                       | Ministeriale |
| Chiapusso, Felice                           | Susa                        | Ministeriale |
| Chiesa, Eugenio                             | Massa Carrara               | Repubblicano |
| Chiesa, Pietro                              | Budrio                      | Socialista   |
| Chimienti, Pietro                           | Brindisi                    | Opposizione  |
| Chimirri, Bruno                             | Serra San Bruno             | Opposizione  |
| Ciappi, Anselmo                             | San Severino Marche         | Ministeriale |
| Ciartoso, Luigi                             | Savigliano                  | Ministeriale |
| Cicarelli, Carlo Vittorio                   | Atripalda                   | Ministeriale |
| Ciccarone, Francesco                        | Vasto                       | Ministeriale |
| Cimati, Camillo                             | Pontremoli                  | Ministeriale |
| Cimorelli, Edoardo                          | Isernia                     | Ministeriale |
| Cipelli, Vittorio                           | Fiorenzuola                 | Ministeriale |
| Cipriani Marinelli, Giuseppe                | Bitonto                     | Ministeriale |
| Cirmeni, Benedetto                          | Militello                   | Ministeriale |
| Ciuffelli, Augusto                          | Todi                        | Ministeriale |
| Cocco Ortu, Francesco                       | Isili                       | Ministeriale |
| Cocuzza, Federico                           | Ragusa                      | Ministeriale |
| Codacci Pisanelli, Alfredo                  | Tricase                     | Ministeriale |
| Coffari, Gerolamo                           | Aragona                     | Ministeriale |
| Colajanni, Napoleone                        | Castrogiovanni              | Repubblicano |
| Colosimo, Gaspare                           | Serrastretta                | Ministeriale |
| Comandini, Ubaldo                           | Cesena                      | Repubblicano |
| Compans di Brichanteau, Carlo               | Caluso                      | Ministeriale |
| Conte, Emilio                               | Sora                        | Ministeriale |
| Cornaggia Medici Castiglioni, Carlo Ottavio | Milano IV                   | Cattolico    |
| Cornalba, Giuseppe                          | Lodi                        | Ministeriale |
| Cortese, Giacomo                            | Cairo Montenotte            | Ministeriale |
| Costa, Andrea                               | Imola                       | Socialista   |
| Costa Zenoglio, Rolando                     | Chiavari                    | Ministeriale |
| Cottafavi, Vittorio                         | Correggio                   | Ministeriale |
| Credaro, Luigi                              | Tirano                      | Radicale     |
| Crespi, Silvio                              | Caprino Bergamasco          | Ministeriale |
| Croce, Francesco                            | Capannori                   | Opposizione  |
| Curioni, Giovanni                           | Borgomanero                 | Opposizione  |
| Curreno, Giacomo                            | Cherasco                    | Ministeriale |
| Cuzzi, Giuseppe                             | Pallanza                    | Ministeriale |
| Da Como, Ugo                                | Lonato                      | Ministeriale |
| Dagosto, Francesco                          | Brienza                     | Ministeriale |
| Dal Verme, Luchino                          | Bobbio                      | Ministeriale |
| D'Alì, Antonio                              | Alcamo                      | Ministeriale |
| Daneo, Edoardo                              | Torino I                    | Ministeriale |
| Danieli, Gualtiero                          | Tregnago                    | Ministeriale |
| Dari, Luigi                                 | San Benedetto del Tronto    | Ministeriale |
| D'Aronco, Raimondo                          | Gemona                      | Ministeriale |
| De Amicis, Mansueto                         | Sulmona                     | Opposizione  |
| De Andreis, Luigi                           | Ravenna II                  | Repubblicano |
| De Asarta, Vittorio                         | Palmanova                   | Opposizione  |
| De Bellis, Vito                             | Gioia del Colle             | Ministeriale |
| De Felice Giuffrida, Giuseppe               | Catania II                  | Socialista   |
| De Gaglia, Michele                          | Campobasso                  | Ministeriale |
| De Gennaro Ferrigni, Amerigo                | Napoli IX                   | Ministeriale |
| De Giorgio, Pietro                          | Lanciano                    | Ministeriale |
| De Luca, Ippolito Onorio                    | Canicattì                   | Ministeriale |
| De Luca, Paolo Anania                       | Sant'Angelo dei Lombardi    | Ministeriale |
| De Marinis, Enrico                          | Salerno                     | Radicale     |
| De Michele Ferrantelli, Domenico            | Bivona                      | Ministeriale |
| De Michetti, Carlo                          | Teramo                      | Ministeriale |
| De Nava, Giuseppe                           | Bagnara Calabra             | Ministeriale |
| De Nobili, Prospero                         | Spezia                      | Ministeriale |
| De Novellis, Fedele                         | Verbicaro                   | Ministeriale |
| De Riseis, Giuseppe                         | Città Sant'Angelo           | Ministeriale |
| De Seta, Luigi                              | Paola                       | Ministeriale |
| De Tilla, Domenico                          | Napoli V                    | Ministeriale |
| De Viti De Marco, Antonio                   | Gallipoli                   | Radicale     |
| Del Balzo, Girolamo                         | Baiano                      | Ministeriale |
| Dell'Acqua, Carlo                           | Busto Arsizio               | Repubblicano |
| Di Broglio, Ernesto                         | San Biagio di Callalta      | Ministeriale |
| Di Rudinì, Antonio                          | Caccamo                     | Opposizione  |
| Di Rudinì Starabba, Carlo                   | Noto                        | Ministeriale |
| Di Saluzzo, Marco                           | Saluzzo                     | Ministeriale |
| Di Sant'Onofrio del Castillo, Ugo           | Castroreale                 | Ministeriale |
| Di Stefano Napolitani, Giuseppe             | Palermo I                   | Ministeriale |
| Donati, Carlo                               | Lonigo                      | Opposizione  |
| Fabri, Carlo                                | Bettola                     | Ministeriale |
| Facta, Luigi                                | Pinerolo                    | Ministeriale |
| Faelli, Emilio                              | Parma II                    | Ministeriale |
| Falaschi, Enrico                            | Siena                       | Ministeriale |
| Falcioni, Alfredo                           | Domodossola                 | Ministeriale |
| Falconi, Gaetano                            | Fermo                       | Ministeriale |
| Falconi, Nicola                             | Agnone                      | Ministeriale |
| Falletti di Villafalletto, Paolo            | Fossano                     | Ministeriale |
| Fani, Cesare                                | Perugia II                  | Ministeriale |
| Farinet, Alfonso                            | Aosta                       | Ministeriale |
| Farinet, Francesco                          | Verrès                      | Ministeriale |
| Fasce, Giuseppe                             | Genova III                  | Ministeriale |
| Fazi, Francesco                             | Foligno                     | Radicale     |
| Fazzi, Vito                                 | Lecce                       | Radicale     |
| Fede, Francesco                             | Riccia                      | Opposizione  |
| Fera, Luigi                                 | Rogliano Calabro            | Ministeriale |
| Ferrarini, Ludovico                         | Modena                      | Radicale     |
| Ferraris, Carlo                             | Vignale                     | Ministeriale |
| Ferraris, Maggiorino                        | Acqui                       | Opposizione  |
| Ferrero di Cambiano, Cesare                 | Torino V                    | Opposizione  |
| Ferri, Enrico                               | Portomaggiore               | Socialista   |
| Ferri, Enrico                               | Gonzaga                     | Socialista   |
| Ferri, Giacomo                              | San Giovanni in Persiceto   | Socialista   |
| Fiamberti, Massimo                          | Levanto                     | Ministeriale |
| Filì Astolfone, Ignazio                     | Licata                      | Ministeriale |
| Finocchiaro Aprile, Camillo                 | Prizzi                      | Ministeriale |
| Florena, Filippo                            | Mistretta                   | Ministeriale |
| Fortis, Alessandro                          | Poggio Mirteto              | Ministeriale |
| Fortunato, Giustino                         | Melfi                       | Ministeriale |
| Fracassi di Torre Rossano, Domenico         | Crescentino                 | Ministeriale |
| Fradeletto, Antonio                         | Venezia III                 | Radicale     |
| Franchetti, Leopoldo                        | Città di Castello           | Ministeriale |
| Francica Nava, Giovanni                     | Siracusa                    | Ministeriale |
| Fulci, Ludovico                             | Francavilla di Sicilia      | Radicale     |
| Fulci, Nicolò                               | Milazzo                     | Ministeriale |
| Furnari, Santi                              | Patti                       | Ministeriale |
| Fusco, Ludovico                             | Popoli                      | Opposizione  |
| Fusinato, Guido                             | Feltre                      | Ministeriale |
| Gaetani D'Alife, Nicola                     | Rossano                     | Ministeriale |
| Gaetani di Laurenzana, Luigi                | Piedimonte d'Alife          | Ministeriale |
| Galdieri, Paolo Emilio                      | Teano                       |              |
| Galimberti, Tancredi                        | Cuneo                       | Ministeriale |
| Galletti di Cadilhac, Arturo                | Montegiorgio                | Ministeriale |
| Galli, Roberto                              | Chioggia                    | Ministeriale |
| Gallina, Giacinto                           | Abbiategrasso               | Opposizione  |
| Gallini, Carlo                              | Pavullo nel Frignano        | Radicale     |
| Gallino, Natale                             | Pontedecimo                 | Ministeriale |
| Gallo, Nicolò                               | Girgenti                    |              |
| Galluppi, Enrico                            | Civitavecchia               | Ministeriale |
| Gatti, Gerolamo                             | Ostiglia                    | Socialista   |
| Gattoni, Bortolo                            | Codogno                     | Ministeriale |
| Gattorno, Federico                          | Rimini                      | Repubblicano |
| Gaudenzi, Giuseppe                          | Forlì                       | Repubblicano |
| Gavazzi, Lodovico                           | Lecco                       | Opposizione  |
| Giaccone, Vittorio                          | Mondovì                     | Ministeriale |
| Gianturco, Emanuele                         | Napoli I                    | Ministeriale |
| Giardina, Francesco Saverio                 | Bronte                      | Ministeriale |
| Ginori Conti, Piero                         | Volterra                    | Ministeriale |
| Giolitti, Giovanni                          | Dronero                     | Ministeriale |
| Giordano Apostoli, Giuseppe                 | Alghero                     | Ministeriale |
| Giovagnoli, Raffaello                       | Roma I                      | Ministeriale |
| Giovanelli, Odoardo                         | Asti                        | Ministeriale |
| Girardi, Francesco                          | Napoli IV                   | Ministeriale |
| Giuliani, Gaetano                           | Capaccio                    | Ministeriale |
| Giunti, Leopoldo                            | Castrovillari               | Ministeriale |
| Giusso, Girolamo                            | Manfredonia                 | Ministeriale |
| Goglio, Giuseppe                            | Cuorgnè                     | Ministeriale |
| Gorio, Carlo                                | Verolanuova                 | Ministeriale |
| Graffagni, Angelo                           | Voltri                      | Ministeriale |
| Grassi Voces, Giuseppe                      | Acireale                    | Ministeriale |
| Grippo, Pasquale                            | Potenza                     | Ministeriale |
| Gualtieri, Alberto                          | Napoli VII                  | Ministeriale |
| Guarracino, Alessandro                      | Torre Annunziata            | Ministeriale |
| Guastavino, Pietro                          | Genova I                    | Ministeriale |
| Gucci Boschi, Giovanni                      | Faenza                      | Ministeriale |
| Guerci, Cornelio                            | Langhirano                  | Radicale     |
| Guerritore Broya, Errico                    | Nocera Inferiore            | Ministeriale |
| Guicciardini, Francesco                     | San Miniato                 | Opposizione  |
| Gussoni, Gaspare                            | Clusone                     | Radicale     |
| Jatta, Antonio                              | Minervino Murge             | Ministeriale |
| Lacava, Pietro                              | Corleto Perticara           | Ministeriale |
| Lampiasi, Ignazio                           | Calatafimi                  | Ministeriale |
| Landucci, Lando                             | Arezzo                      | Ministeriale |
| Lanza di Scalea, Pietro                     | Serradifalco                | Ministeriale |
| Lanza di Trabia, Pietro                     | Palermo III                 | Opposizione  |
| Larizza, Bruno                              | Melito                      | Ministeriale |
| Lazzaro, Giuseppe                           | Conversano                  | Ministeriale |
| Leali, Pietro                               | Montefiascone               | Ministeriale |
| Leone, Giuseppe                             | Palata                      | Ministeriale |
| Leonetti, Raffaele                          | Caserta                     | Ministeriale |
| Libertini Gravina di San Marco, Pasquale    | Augusta                     | Ministeriale |
| Libertini Pluchinotta, Gesualdo             | Caltagirone                 | Ministeriale |
| Licata, Giuseppe                            | Sciacca                     | Ministeriale |
| Loero, Attilio                              | Pieve di Cadore             | Ministeriale |
| Lucca, Piero                                | Vercelli                    | Ministeriale |
| Lucchini, Angelo                            | Gavirate                    | Ministeriale |
| Lucchini, Luigi                             | Verona I                    | Radicale     |
| Lucernari, Annibale                         | Pontecorvo                  | Ministeriale |
| Lucifero, Alfonso                           | Cotrone                     | Opposizione  |
| Lucifero, Alfredo                           | Taranto                     | Opposizione  |
| Luzzatti, Luigi                             | Abano Bagni                 | Ministeriale |
| Luzzatto, Arturo                            | Montevarchi                 | Radicale     |
| Luzzatto, Riccardo                          | San Daniele del Friuli      | Radicale     |
| Macola, Ferruccio                           | Castelfranco Veneto         | Ministeriale |
| Majorana, Angelo                            | Nicosia                     | Ministeriale |
| Majorana, Giuseppe                          | Paternò                     | Ministeriale |
| Malcangi, Cataldo                           | Corato                      | Ministeriale |
| Malvezzi de' Medici, Nerio                  | Bologna I                   | Ministeriale |
| Manfredi, Giuseppe                          | Castel San Giovanni         | Radicale     |
| Mango, Camillo                              | Lagonegro                   | Ministeriale |
| Manna, Gennaro                              | Aquila                      | Ministeriale |
| Mantica, Giuseppe                           | Cittanova                   | Ministeriale |
| Mantovani, Oreste                           | Mantova                     | Ministeriale |
| Maraini, Clemente                           | Frosinone                   | Ministeriale |
| Maraini, Emilio                             | Legnago                     | Ministeriale |
| Marazzi, Fortunato                          | Crema                       | Ministeriale |
| Marcello, Girolamo                          | Venezia II                  | Opposizione  |
| Marcora, Giuseppe                           | Sondrio                     | Radicale     |
| Maresca, Eugenio                            | Ostuni                      | Ministeriale |
| Marescalchi, Alfonso                        | Bologna II                  | Ministeriale |
| Marghieri, Alberto                          | Amalfi                      | Ministeriale |
| Marinuzzi, Antonio                          | Palermo II                  | Ministeriale |
| Mariotti, Ruggero                           | Fano                        | Ministeriale |
| Marsengo Bastia, Ignazio                    | Vigone                      | Ministeriale |
| Martini, Ferdinando                         | Pescia                      | Ministeriale |
| Marzotto, Vittorio                          | Valdagno                    | Ministeriale |
| Masciantonio, Pasquale                      | Gessopalena                 | Ministeriale |
| Masi, Saverio                               | Monreale                    | Ministeriale |
| Masini, Giulio                              | Empoli                      | Socialista   |
| Masselli, Antonio                           | San Severo                  | Ministeriale |
| Massimini, Fausto                           | Leno                        | Ministeriale |
| Materi, Francesco Paolo                     | Tricarico                   | Ministeriale |
| Matteucci, Francesco                        | Lucca                       | Ministeriale |
| Mazziotti, Matteo                           | Torchiara                   | Ministeriale |
| Meardi, Francesco                           | Voghera                     | Ministeriale |
| Medici, Francesco                           | Oviglio                     | Ministeriale |
| Mel, Isidoro                                | Vittorio                    | Ministeriale |
| Melli, Elio                                 | Comacchio                   | Ministeriale |
| Mendaia, Vincenzo                           | Chiaromonte                 | Opposizione  |
| Merci, Cesare                               | Firenze IV                  | Ministeriale |
| Meritani, Giovanni                          | Isola della Scala           | Ministeriale |
| Mezzanotte, Camillo                         | Chieti                      | Ministeriale |
| Miniscalchi Erizzo, Marco                   | Bardolino                   | Ministeriale |
| Mira, Francesco                             | Milano III                  | Radicale     |
| Mirabelli, Roberto                          | Ravenna                     | Repubblicano |
| Modestino, Alessandro                       | Mirabella Eclano            | Ministeriale |
| Molmenti, Pompeo                            | Salò                        | Ministeriale |
| Montagna, Francesco                         | Acerra                      | Opposizione  |
| Montauti, Giovanni                          | Pietrasanta                 | Ministeriale |
| Montemartini, Luigi                         | Stradella                   | Socialista   |
| Monti, Gustavo                              | Pordenone                   | Ministeriale |
| Monti Guarnieri, Stanislao                  | Senigallia                  | Ministeriale |
| Morando, Gian Giacomo                       | Chiari                      | Ministeriale |
| Morelli, Enrico                             | Santa Maria Capua Vetere    | Ministeriale |
| Morelli Gualtierotti, Gismondo              | Pistoia II                  | Ministeriale |
| Morgari, Oddino                             | Torino II                   | Socialista   |
| Morpurgo, Elio                              | Cividale del Friuli         | Opposizione  |
| Moschini, Vittorio                          | Portogruaro                 | Radicale     |
| Nasi, Nunzio                                | Trapani                     |              |
| Negri de Salvi, Edoardo                     | Marostica                   | Ministeriale |
| Niccolini, Pietro                           | Ferrara                     | Ministeriale |
| Nitti, Francesco Saverio                    | Muro Lucano                 | Radicale     |
| Nuvoloni, Domenico                          | Porto Maurizio              | Ministeriale |
| Odorici, Odorico                            | Spilimbergo                 | Ministeriale |
| Orioles, Giuseppe                           | Messina II                  | Opposizione  |
| Orlando, Salvatore                          | Livorno II                  | Ministeriale |
| Orlando, Vittorio Emanuele                  | Partinico                   | Ministeriale |
| Orsini Baroni, Francesco                    | Pontedera                   | Ministeriale |
| Ottavi, Edoardo                             | Vigonza                     | Ministeriale |
| Pais Serra, Francesco                       | Ozieri                      | Ministeriale |
| Pala, Giacomo                               | Tempio Pausania             | Radicale     |
| Pandolfini, Roberto                         | Firenze I                   | Ministeriale |
| Paniè, Felice                               | Torino IV                   | Ministeriale |
| Pansini, Pietro                             | Molfetta                    | Repubblicano |
| Pantano, Edoardo                            | Giarre                      | Repubblicano |
| Papadopoli, Angelo                          | Adria                       | Ministeriale |
| Pascale, Carlo                              | Altamura                    | Opposizione  |
| Pasqualino Vassallo, Rosario                | Terranova di Sicilia        | Radicale     |
| Pastore, Alceo                              | Castiglione delle Stiviere  | Ministeriale |
| Pavia, Angelo                               | Soresina                    | Radicale     |
| Pavoncelli, Giuseppe                        | Cerignola                   | Ministeriale |
| Pellecchi, Giuseppe                         | Tropea                      | Ministeriale |
| Pellegrini, Antonio                         | Pesaro                      | Repubblicano |
| Pellerano, Silvio                           | Borgo a Mozzano             | Ministeriale |
| Pennati, Oreste                             | Monza                       | Radicale     |
| Perera, Piero                               | Belluno                     | Socialista   |
| Personè, Luciano                            | Campi Salentina             | Ministeriale |
| Petroni, Gian Domenico                      | Bari                        | Ministeriale |
| Pianese, Giuseppe                           | Boiano                      | Opposizione  |
| Piccinelli, Giuseppe                        | Bergamo                     | Cattolico    |
| Piccolo Cupani, Vincenzo                    | Naso                        | Ministeriale |
| Pilacci, Arturo                             | Montalcino                  | Ministeriale |
| Pinchia, Emilio                             | Ivrea                       | Ministeriale |
| Pini, Enrico                                | Bologna III                 | Ministeriale |
| Pinna, Giuseppe                             | Nuoro                       | Radicale     |
| Pipitone, Vincenzo                          | Marsala                     | Radicale     |
| Pistoja, Francesco                          | Casalmaggiore               | Ministeriale |
| Placido, Pasquale                           | Napoli XI                   | Ministeriale |
| Podestà, Luigi                              | Oleggio                     | Ministeriale |
| Poggi, Tito                                 | Cologna Veneta              | Ministeriale |
| Pompilj, Guido                              | Perugia I                   | Ministeriale |
| Pozzato, Italo                              | Rovigo                      | Repubblicano |
| Pozzi, Domenico                             | Borghetto Lodigiano         | Ministeriale |
| Pozzo, Marco                                | Santhià                     | Ministeriale |
| Prinetti, Giulio                            | Brivio                      | Ministeriale |
| Proto Pisani, Nicolangelo                   | Napoli I                    |              |
| Pucci, Domenico                             | Firenze III                 | Ministeriale |
| Pugliese, Giuseppe Alberto                  | Castellaneta                | Ministeriale |
| Queirolo, Giovanni Battista                 | Pisa                        | Ministeriale |
| Quistini, Giovanni                          | Iseo                        | Ministeriale |
| Raccuini, Domenico                          | Rieti                       | Radicale     |
| Raggio, Edilio                              | Novi Ligure                 | Ministeriale |
| Raineri, Giovanni                           | Piacenza                    | Ministeriale |
| Rampoldi, Roberto                           | Pavia                       | Radicale     |
| Rasponi, Carlo                              | Ceccano                     | Opposizione  |
| Rastelli, Giovanni                          | Lanzo Torinese              | Ministeriale |
| Rava, Luigi                                 | Vergato                     | Ministeriale |
| Ravaschieri, Vincenzo                       | Napoli VIII                 | Ministeriale |
| Rebaudengo, Eugenio                         | Bra                         | Ministeriale |
| Reggio, Giacomo                             | Genova II                   | Ministeriale |
| Resta Pallavicino, Ferdinando               | Melegnano                   | Ministeriale |
| Ricci, Paolo                                | Recanati                    | Ministeriale |
| Riccio, Vincenzo                            | Atessa                      | Opposizione  |
| Rienzi, Nicolò                              | Cefalù                      | Ministeriale |
| Rigola, Rinaldo                             | Biella                      | Socialista   |
| Rizza, Evangelista                          | Comiso                      | Ministeriale |
| Rizzetti, Carlo                             | Varallo                     | Ministeriale |
| Rizzo, Valentino                            | Oderzo                      | Ministeriale |
| Rizzone Tedeschi, Corrado                   | Modica                      | Ministeriale |
| Rocco, Marco                                | Casoria                     | Ministeriale |
| Rochira, Francesco                          | Manduria                    | Ministeriale |
| Romanin Jacour, Leone                       | Piove di Sacco              | Ministeriale |
| Romano, Adelelmo                            | Larino                      | Ministeriale |
| Romano, Giuseppe                            | Sessa Aurunca               | Ministeriale |
| Romussi, Carlo                              | Corteolona                  | Radicale     |
| Ronchetti, Scipione                         | Gallarate                   | Ministeriale |
| Rondani, Dino                               | Cossato                     | Socialista   |
| Rosadi, Giovanni                            | Firenze II                  | Radicale     |
| Roselli, Francesco                          | Cittaducale                 | Ministeriale |
| Rossi, Enrico                               | Petralia Sottana            | Ministeriale |
| Rossi, Luigi                                | Verona II                   | Opposizione  |
| Rossi, Teofilo                              | Carmagnola                  | Ministeriale |
| Rota, Francesco                             | San Vito al Tagliamento     | Ministeriale |
| Rovasenda, Alessandro                       | Borgo San Dalmazzo          | Ministeriale |
| Rubini, Giulio                              | Menaggio                    | Opposizione  |
| Ruffo Spinoso, Ferdinando                   | San Bartolomeo in Galdo     | Ministeriale |
| Rummo, Gaetano                              | Benevento                   | Ministeriale |
| Ruspoli, Romolo                             | Velletri                    | Ministeriale |
| Sacchi, Ettore                              | Cremona                     | Radicale     |
| Salandra, Antonio                           | Lucera                      | Opposizione  |
| Salvia, Ernesto                             | Napoli XII                  | Ministeriale |
| Sanarelli, Giuseppe                         | Bibbiena                    | Radicale     |
| Sanseverino, Carlo                          | Catanzaro                   | Ministeriale |
| Santini, Felice                             | Roma II                     | Opposizione  |
| Santoliquido, Rocco                         | Acerenza                    | Ministeriale |
| Saporito, Vincenzo                          | Castelvetrano               | Opposizione  |
| Scaglione, Gaetano                          | Gerace                      | Ministeriale |
| Scalini, Enrico                             | Appiano                     | Opposizione  |
| Scano, Antonio                              | Lanusei                     | Ministeriale |
| Scaramella Manetti, Augusto                 | Subiaco                     | Ministeriale |
| Scellingo, Mariano                          | Pescina                     | Opposizione  |
| Schanzer, Carlo                             | Aversa                      | Ministeriale |
| Semmola, Gustavo                            | Monopoli                    | Ministeriale |
| Serristori, Umberto                         | Pontassieve                 | Opposizione  |
| Sesia, Giuseppe                             | Chivasso                    | Opposizione  |
| Sichel, Adelmo                              | Guastalla                   | Socialista   |
| Sili, Cesare                                | Camerino                    | Ministeriale |
| Silva, Cesare                               | Desio                       | Radicale     |
| Silvestri, Giulio                           | Martinengo                  | Ministeriale |
| Simeoni, Luigi                              | Afragola                    | Ministeriale |
| Sinibaldi, Tito                             | Spoleto                     | Ministeriale |
| Socci, Ettore                               | Grosseto                    | Repubblicano |
| Sola Cabiati, Andrea                        | Gorgonzola                  | Opposizione  |
| Solimbergo, Giuseppe                        | Udine                       | Ministeriale |
| Solinas Apostoli, Gian Maria                | Macomer                     | Ministeriale |
| Sonnino, Sidney                             | San Casciano in Val di Pesa | Opposizione  |
| Sorani, Ugo                                 | Scansano                    | Ministeriale |
| Sormani, Pietro                             | Affori                      | Ministeriale |
| Soulier, Enrico                             | Bricherasio                 | Ministeriale |
| Spada, Nicola                               | Cosenza                     | Ministeriale |
| Spagnoletti, Orazio                         | Andria                      | Radicale     |
| Spallanzani, Giuseppe                       | Reggio nell'Emilia          | Ministeriale |
| Spingardi, Paolo                            | Anagni                      | Ministeriale |
| Spirito, Beniamino                          | Campagna                    | Ministeriale |
| Spirito, Francesco                          | Montecorvino Rovella        | Ministeriale |
| Squitti, Baldassarre                        | Monteleone Calabro          | Ministeriale |
| Staglianò, Natale                           | Chiaravalle Centrale        | Ministeriale |
| Stelluti Scala, Enrico                      | Fabriano                    | Ministeriale |
| Strigari, Giovanni                          | Pozzuoli                    | Opposizione  |
| Suardi, Gianforte                           | Trescore Balneario          | Ministeriale |
| Talamo, Roberto                             | Vallo della Lucania         | Ministeriale |
| Targioni, Giuseppe                          | Campi Bisenzio              | Ministeriale |
| Taroni, Paolo                               | Lugo                        | Repubblicano |
| Tecchio, Sebastiano                         | Venezia I                   | Ministeriale |
| Tedesco, Francesco                          | Ortona                      | Ministeriale |
| Teodori, Enrico                             | Ascoli Piceno               | Ministeriale |
| Teso, Antonio                               | Vicenza                     | Ministeriale |
| Testasecca, Ignazio                         | Caltanissetta               | Ministeriale |
| Tinozzi, Domenico                           | Penne                       | Ministeriale |
| Tizzoni, Guido                              | Vicopisano                  | Ministeriale |
| Toaldi, Antonio                             | Schio                       | Opposizione  |
| Todeschini, Mario                           | Gonzaga                     | Socialista   |
| Torlonia, Giovanni                          | Avezzano                    | Ministeriale |
| Torlonia, Leopoldo                          | Roma IV                     | Ministeriale |
| Torraca, Michele                            | Matera                      | Ministeriale |
| Torrigiani, Filippo                         | Borgo San Lorenzo           | Opposizione  |
| Turati, Filippo                             | Milano V                    | Socialista   |
| Turbiglio, Giorgio                          | Cento                       | Ministeriale |
| Turco, Alessandro                           | Cassano all'Ionio           | Radicale     |
| Umani, Augusto                              | Jesi                        | Ministeriale |
| Valentino, Giuseppe                         | Caulonia                    | Ministeriale |
| Valeri, Domenico                            | Osimo                       | Repubblicano |
| Valle, Gregorio                             | Tolmezzo                    | Ministeriale |
| Valli, Eugenio                              | Lendinara                   | Ministeriale |
| Vallone, Antonio                            | Maglie                      | Repubblicano |
| Vecchini, Arturo                            | Ancona                      | Ministeriale |
| Vendemini, Gino                             | Sant'Arcangelo di Romagna   | Repubblicano |
| Venditti, Antonio                           | Cerreto Sannita             | Ministeriale |
| Vendramini, Francesco                       | Bassano                     | Ministeriale |
| Ventura, Eugenio                            | Nicastro                    | Ministeriale |
| Verzillo, Michele                           | Capua                       | Ministeriale |
| Vetroni, Achille                            | Avellino                    | Ministeriale |
| Vicini, Antonio                             | Sassuolo                    | Radicale     |
| Villa, Tommaso                              | Villanova d'Asti            | Ministeriale |
| Visocchi, Achille                           | Cassino                     |              |
| Vitale, Tommaso                             | Nola                        | Ministeriale |
| Weil Weiss, Giuseppe                        | Rho                         | Opposizione  |
| Wollemborg, Leone                           | Cittadella                  | Ministeriale |
| Zabeo, Egisto                               | Mirano                      | Radicale     |
| Zaccagnino, Domenico                        | San Nicandro Garganico      | Ministeriale |
| Zella Milillo, Michele                      | Acquaviva delle Fonti       | Ministeriale |
| Zerboglio, Adolfo                           | Alessandria                 | Socialista   |